# Vláda Aleksandera Skrzyńského
Vláda Aleksandera Skrzyńského  byla vládou Druhé Polské republiky pod vedením premiéra Aleksandera Skrzyńského. Kabinet byl jmenován 20. listopadu 1925 prezidentem Stanisławem Wojciechowským po demisi předchozí druhé Grabského vlády. Kabinet podal demisi 5. května 1926 kvůli odchodu Polské socialistické strany z vlády. PPS nebyla ochotna přistoupit na plán ministra pokladu Jerzyho Zdziechowského na řešení rozpočtového schodku na úkor pracujících mas.

## Složení vlády
| Portfej                                    | Ministr / člen vlády              | Strana    | Nástup do úřadu    | Odchod z úřadu     |
| ------------------------------------------ | --------------------------------- | --------- | ------------------ | ------------------ |
| Předseda vlády a ministr zahraničí         | Aleksander Skrzyński              | SPN       | 20. listopadu 1925 | 5. května 1926     |
| Ministr vnitra                             | Władysław Raczkiewicz             | nestraník | 20. listopadu 1925 | 5. května 1926     |
| Ministr pokladu                            | Jerzy Zdziechowski                | ZLN       | 20. listopadu 1925 | 5. května 1926     |
| Ministr spravedlnosti                      | Stefan Piechocki                  | PSChD     | 20. listopadu 1925 | 5. května 1926     |
| Ministr náboženství a veřejného vzdělávání | Stanisław Grabski                 | ZLN       | 20. listopadu 1925 | 5. května 1926     |
| Ministr zemědělství                        | Władysław Kiernik                 | PSL Piast | 20. listopadu 1925 | 5. května 1926     |
| Ministr průmyslu a obchodu                 | Stanisław Osiecki                 | PSL Piast | 20. listopadu 1925 | 5. května 1926     |
| Ministr železnic                           | Adam Chądzyński                   | NPR       | 20. listopadu 1925 | 5. května 1926     |
| Ministr veřejných prací                    | Jędrzej Moraczewski               | PPS       | 20. listopadu 1925 | 7. února 1926      |
| Ministr veřejných prací                    | Mieczysław Rybczyński (úřadující) | nestraník | 7. února 1926      | 12. února 1926     |
| Ministr veřejných prací                    | Norbert Barlicki                  | PPS       | 12. února 1926     | 20. dubna 1926     |
| Ministr veřejných prací                    | Mieczysław Rybczyński (úřadující) | nestraník | 20. dubna 1926     | 5. května 1926     |
| Ministr práce a sociální péče              | Bronisław Ziemięcki               | PPS       | 20. listopadu 1925 | 20. dubna 1926     |
| Ministr práce a sociální péče              | Jan Stanisław Jankowski           | NPR       | 20. dubna 1926     | 5. května 1926     |
| Ministr zemědělských reforem               | Józef Radwan                      | nestraník | 20. listopadu 1925 | 5. května 1926     |
| Ministr vojenství                          | Stefan Majewski (úřadující)       | nestraník | 20. listopadu 1925 | 27. listopadu 1925 |
| Ministr vojenství                          | Lucjan Żeligowski                 | nestraník | 27. listopadu 1925 | 5. května 1926     |